# Marie-Elisabeth-Lüders-Haus
Das Marie-Elisabeth-Lüders-Haus (MELH) befindet sich im Regierungsviertel von Berlin zwischen Adele-Schreiber-Krieger-Straße und Schiffbauerdamm. Es wurde nach fünfjähriger Bauzeit am 10. Dezember 2003 als dritter Parlamentsneubau an der Spree eingeweiht. Der Architekt war Stephan Braunfels. Seit dem Jahr 2010 wird ein Erweiterungsbau dieses Hauses errichtet, der wegen verschiedener Bauprobleme in kleinen Abschnitten 2025 und endgültig im Jahr 2026 eröffnet werden kann.
Seinen Namen trägt das Gebäude zu Ehren der liberalen Sozialpolitikerin Marie-Elisabeth Lüders, einer Vertreterin der Frauenbewegung in Deutschland.

## Architektur

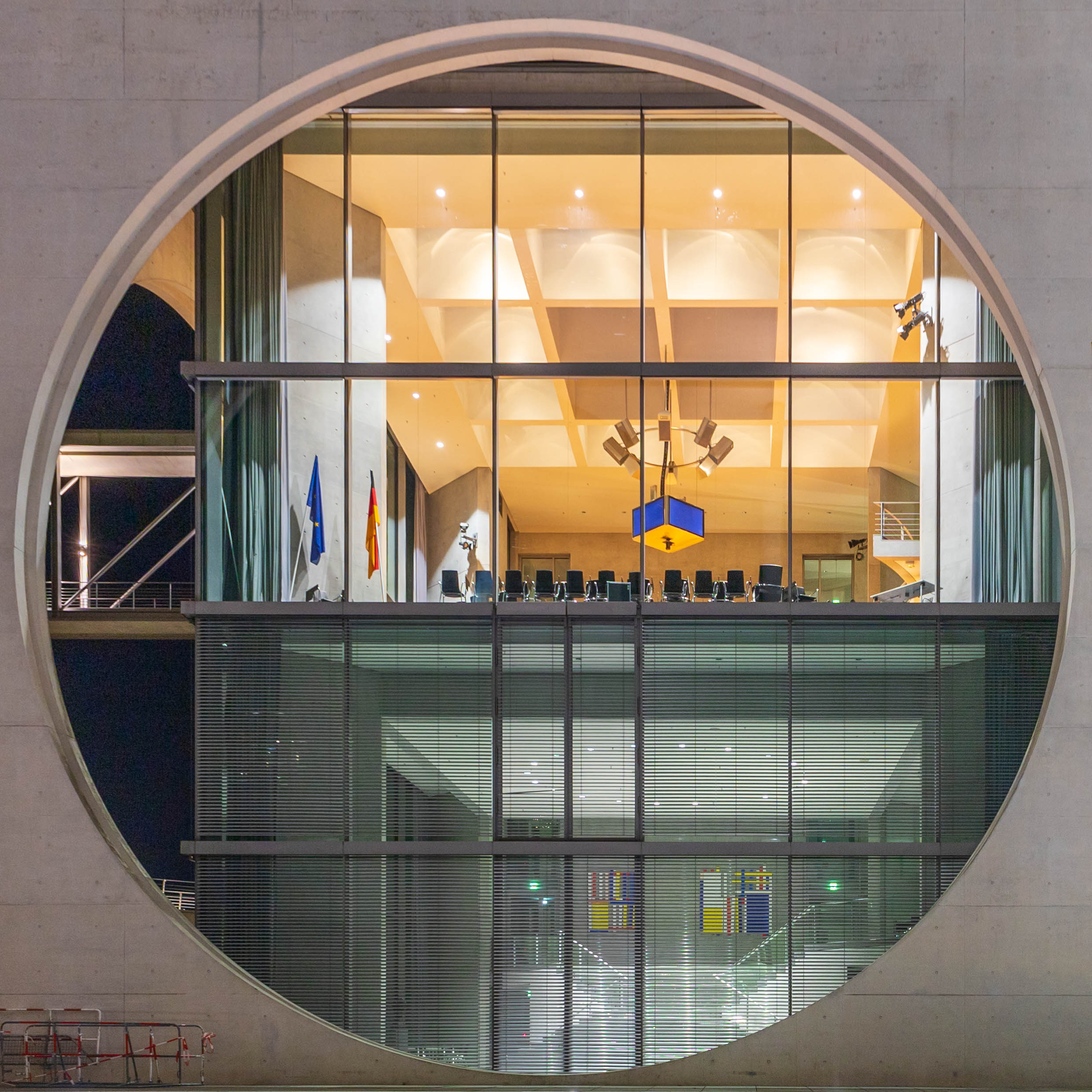
Teilansicht der Fassade

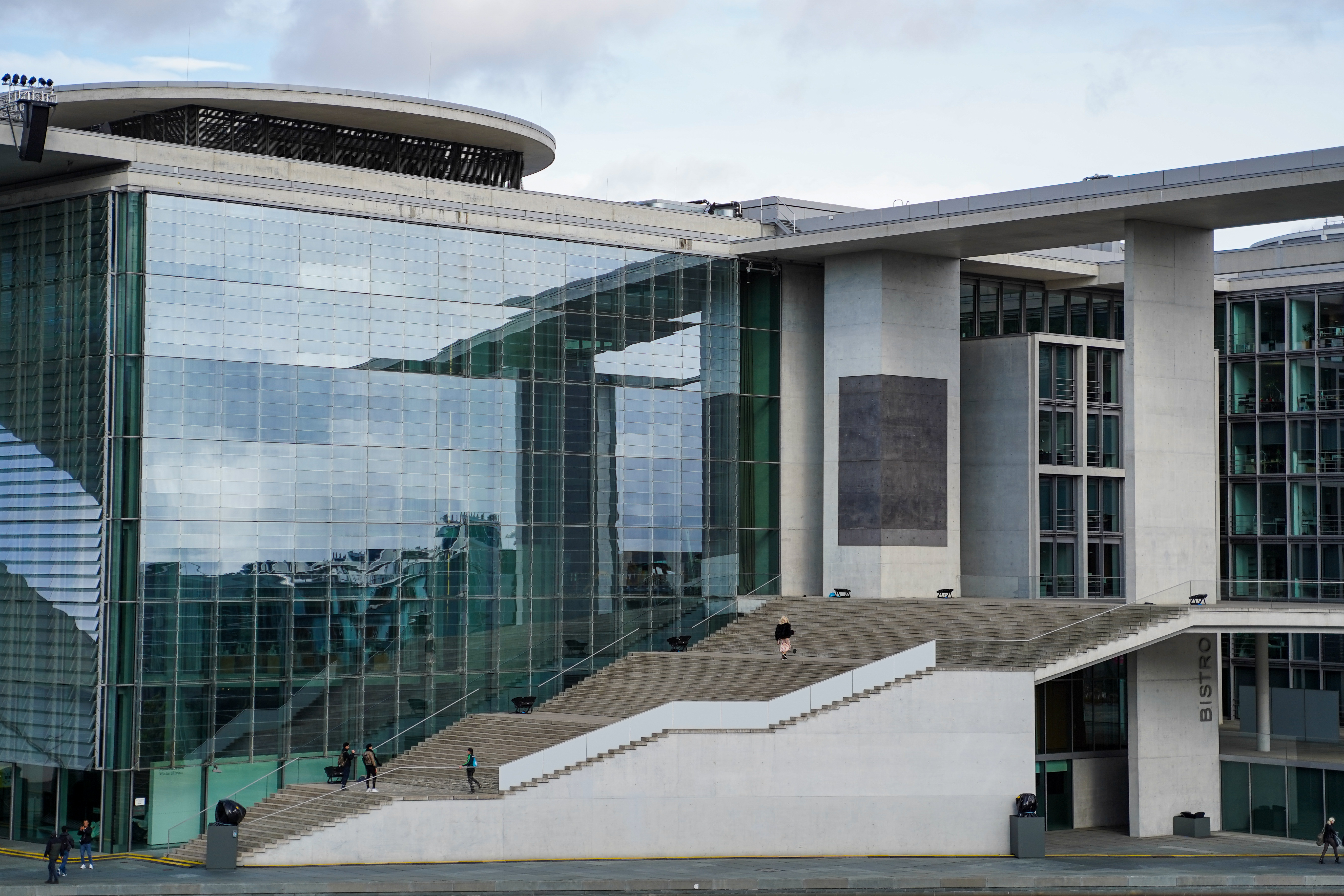
Ansicht vom Balkon der Bestandsbibliothek des Reichstagsgebäudes

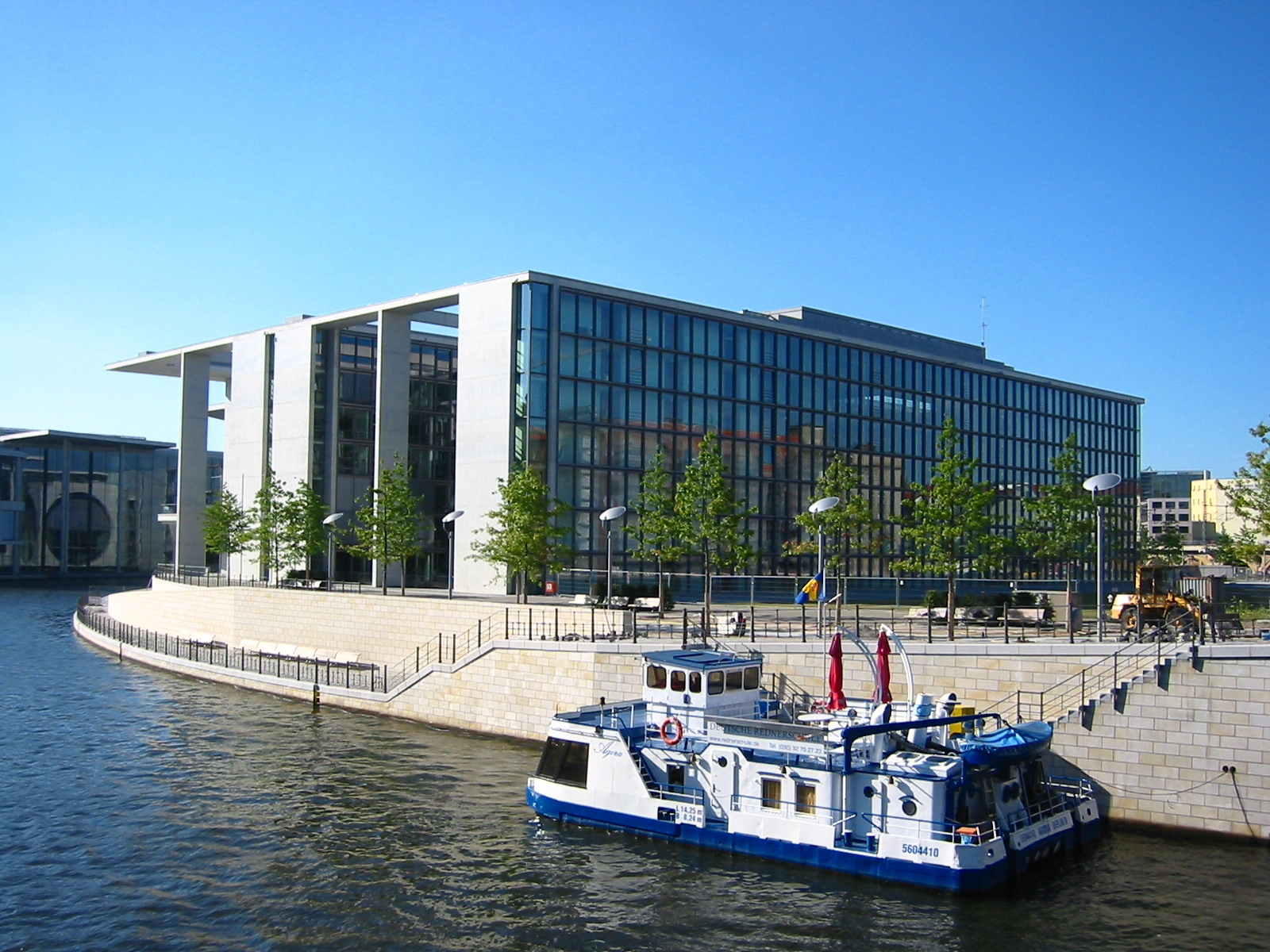
Ansicht von Südosten, von der Marschallbrücke aus

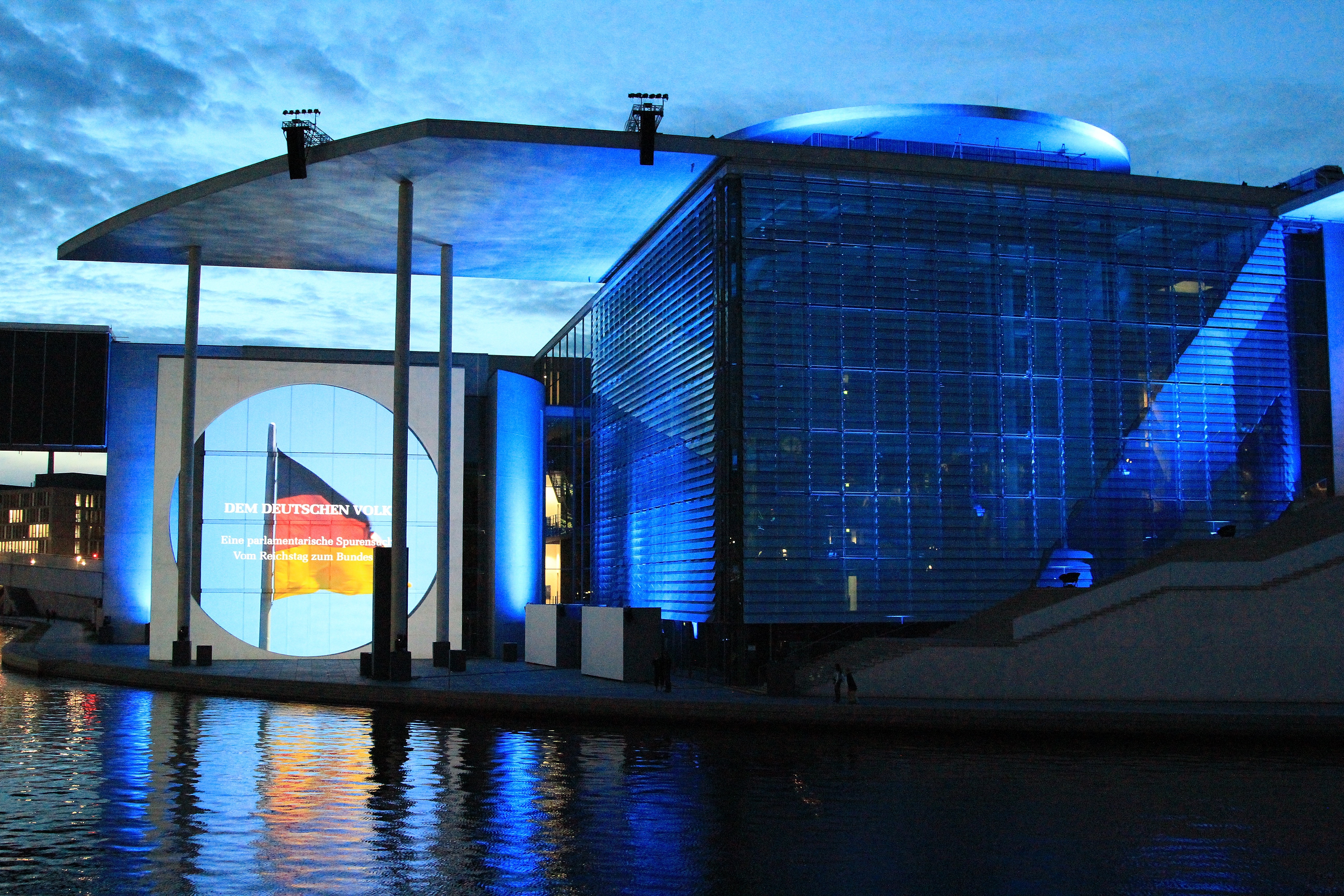
Großbildprojektion an der Außenfassade

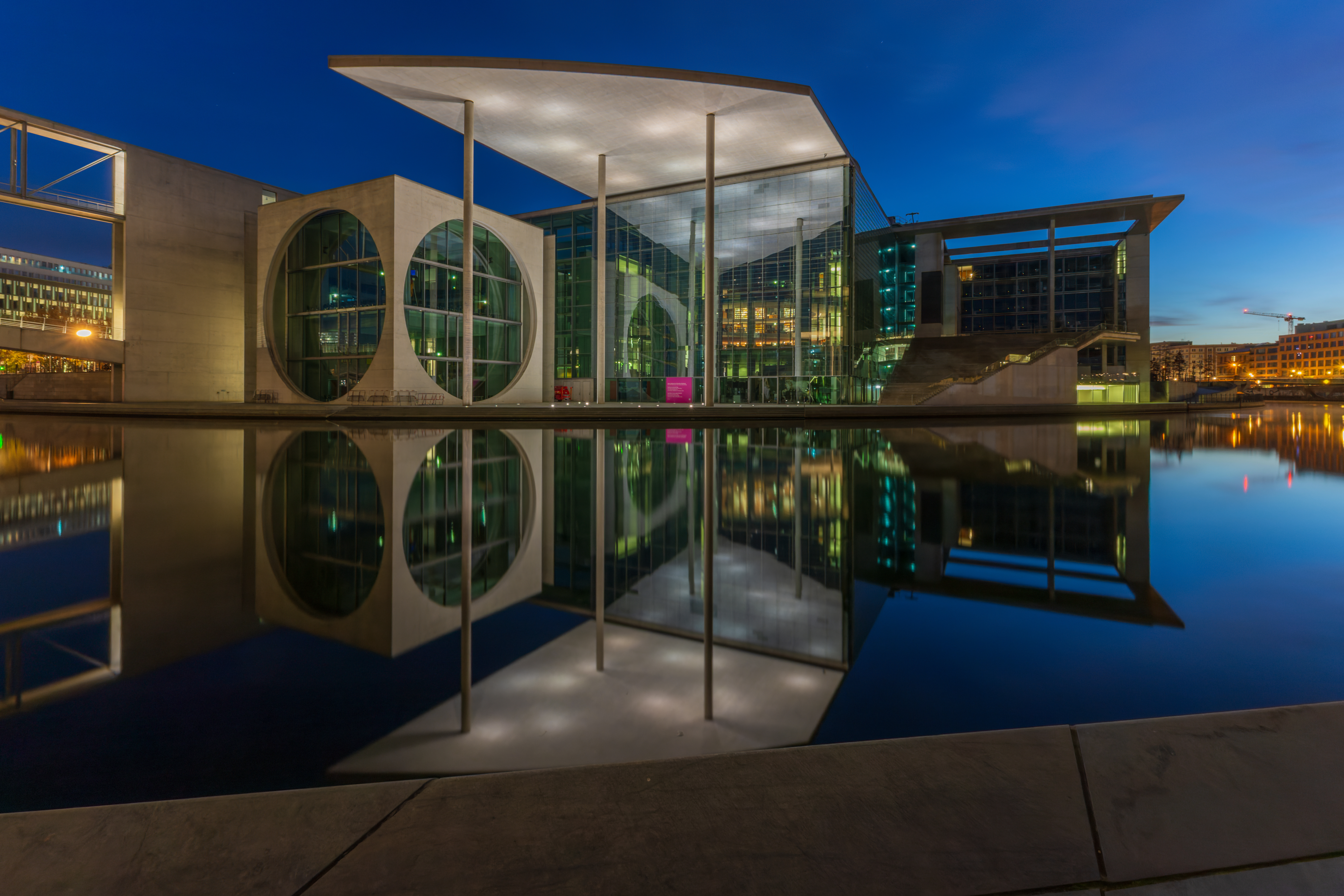
Nachtansicht

Das Marie-Elisabeth-Lüders-Haus (MELH) steht rechts und links des früheren Verlaufs der Berliner Mauer. Für die Bauarbeiten musste der Gedenkort Parlament der Bäume verkleinert werden. Die Bauarbeiten begannen 1998. Die feierliche Schlüsselübergabe für das erste Gebäude (MELH I) erfolgte im Dezember 2003.
Das Marie-Elisabeth-Lüders-Haus bildet mit dem Bundeskanzleramt, dem Kanzlerpark und dem Paul-Löbe-Haus das Band des Bundes – eine Anordnung von Gebäuden am Spreebogen in Berlin-Mitte.
Das Paul-Löbe-Haus und das MELH I bilden durch ihre Architektur eine Einheit, beispielsweise durch die zur Spree hin zusammenpassenden Dachkanten – die eine nach außen und die andere nach innen geschwungen – und den Marie-Elisabeth-Lüders-Steg, der die beiderseits der Spree stehenden Gebäude verbindet. Der Architekt beider Häuser bezeichnet die Brücke als „Sprung über die Spree“. Die Verbindung der Gebäude von Ost nach West symbolisiert die Zusammengehörigkeit von Ost- und Westdeutschland und ist ein Gegenpol zur Vision der Nationalsozialisten von einer – durch eine Nord-Süd-Achse geprägten – späteren „Welthauptstadt Germania“.
Der Versorgungstunnel Regierungsviertel verbindet das MELH mit dem Jakob-Kaiser-Haus, dem Reichstagsgebäude und dem Paul-Löbe-Haus.

## Funktion
Mit dem Großen Anhörungssaal, der vor allem durch Untersuchungsausschüsse genutzt wird, besitzt das Marie-Elisabeth-Lüders-Haus den zweitgrößten Saal des Deutschen Bundestags, nach dem Plenarsaal im Reichstagsgebäude.
Das Haus beherbergt in der westlichen Rotunde das Wissenschaftliche Dienstleistungszentrum des Deutschen Bundestages mit folgenden Einrichtungen:
- Parlamentsbibliothek
- Geheimschutzstelle mit dem Archiv für Verschlusssachen[3]
- Parlamentsarchiv
- Pressedokumentation
- Sach- und Sprechregister
- Wissenschaftliche Fachdienste

Die Bibliothek hat die Aufgabe, „für die parlamentarische Arbeit relevante[s] nationale[s] und internationale[s] Schrifttum in gedruckter und auch in elektronischen Form“ zu sammeln und zu erschließen. Der Schwerpunkt der Sammlung liegt dabei auf den Gebieten Parlament, Politik, Recht, Wirtschaft, Soziales sowie Neue Geschichte. Zwar wurden die historischen Bestände während des Zweiten Weltkriegs im Mai 1945 weitgehend zerstört, allerdings kaufte die Bibliothek im Laufe der folgenden Jahre Bücher vom 16. bis zum 19. Jahrhundert auf.
Auch die Zentrale des Fahrdienstes des Deutschen Bundestages befindet sich in dem Haus.

## Erweiterungsbau mit Turm (MELH II)

### Konzept
Am 9. November 2010 erfolgte der erste Spatenstich für einen Erweiterungsbau mit 44.000 m² Nutzfläche. Der Bau mit dem Projektnamen Marie-Elisabeth-Lüders-Haus II (MELH II) soll die bestehende Struktur, speziell das Band des Bundes, an dessen östlichem Ende vollenden und bis an die Luisenstraße fortführen. Auffällige Merkmale sind ein 36 Meter hoher Rundturm und der repräsentative Eingangsbereich an der Luisenstraße. In dem Bau entstehen unter anderem 330 neue Abgeordnetenbüros, Besprechungsräume und eine Kantine. Das Gebäude soll öffentlich zugänglich sein, beispielsweise der Lesesaal des Parlamentsarchivs und ein Bereich für Kunstausstellungen. Im Ergänzungsbau bildet der großen runde Plenarsaal das Zentrum, in zwei Lichthöfen sind Kunstinstallationen enthalten, teilweise bereits fertig, die aber erst mit der offiziellen Inbetriebnahme des Bauwerks einer breiten Öffentlichkeit bekannt gemacht werden.
Mit der Ergänzung des Erweiterungsbaus sind Veränderungen im 2003 eröffneten Bestandsgebäude verbunden: Dessen Halle soll künftig für öffentliche Veranstaltungen mit bis zu 1200 Gästen zur Verfügung stehen. Ferner wird ein öffentliches Bistro mit 50 Innenplätzen und 150 Außenplätzen im Bestandsgebäude integriert.
Architekt ist – wie bereits beim 2003 fertiggestellten Ursprungsbau – Stephan Braunfels. Die Arbeiten (Projektsteuerung, Bauoberleitung und Bau- und Qualitätsüberwachung) stehen unter Leitung der Firma Schüßler-Plan.

### Bauverzögerungen und Mehrkosten
Die ersten Planungen sahen Kosten von 190 Millionen Euro und die Fertigstellung bis Ende 2014 vor. Als noch 2012 erste grobe Baufehler entdeckt wurden, war deren Behebung bis Mitte 2015 geplant. Wegen weiterer Baumängel, diesmal an der Bodenplatte, wurde die Eröffnung wiederum verschoben, nun hieß es: „nicht vor 2017“. Und es gab internen Streit, ob hier Planungsfehler oder Ausführungsfehler die Ursache sind. Im September 2016 hieß es, die Übergabe des Erweiterungsbaus an die Verwaltung des Deutschen Bundestages sei nicht vor 2020 möglich.
Im November 2018 berichtete die Presse, wegen der undichten Bodenplatte sei möglicherweise der Abriss des Erweiterungsbaus nötig. Das Bundesamt für Bauwesen und Raumordnung, die zuständige Baubehörde, wies diese Meldungen zurück. Ein Abriss sei nie erwogen worden, man plane die Fertigstellung im Herbst 2021. Im Februar 2020 wurde gemeldet, ein Teil des Hauses müsse doch noch abgetragen werden, denn nach den vielen Verschiebungen genüge das schon eingebaute Blockheizkraftwerk nicht mehr den verschärften Umweltschutzauflagen. Die drei Module müssen ausgetauscht und um weitere Filter ergänzt werden. Die Baukosten hatten sich mittlerweile auf 247 Millionen Euro erhöht. Wegen der COVID-19-Pandemie wurden die Bauarbeiten ab März 2020 verlangsamt. Mit einer endgültigen Eröffnung wird inzwischen im Jahr 2026 gerechnet. Zwischenzeitlich (2022) konnte zumindest ein Teilabriss ausgeschlossen werden. Die Kosten lagen im Mai 2022 bei 332 Millionen Euro, ein Nachtrag musste 2024 beschlossen werden. Die Gesamtkosten belaufen sich mittlerweile auf fast 400 Millionen Euro (Stand Frühjahr 2025).

## Kunst am Bau (MELH I)

### Teile der Berliner Mauer
Neben der Freitreppe wurde eine Installation aus Segmenten der Berliner Mauer, dem ehemaligen Verlauf der Mauer folgend, in dem Gebäude als Mahnmal errichtet. Die Besucher werden über die Zahl der Maueropfer informiert.

### Blauer Ring
Im obersten Stockwerk der Parlamentsbibliothek befindet sich eine Kunstinstallation des italienischen Konzept- und Lichtkünstlers Maurizio Nannucci. Sein Werk mit dem Titel Blauer Ring wurde von Hannah Arendt inspiriert: Die beiden aneinandergereihten Sätze „Freiheit ist denkbar als Möglichkeit des Handelns unter Gleichen / Gleichheit ist denkbar als Möglichkeit des Handelns für die Freiheit“ weisen auf „das Spannungsverhältnis zwischen den demokratischen Prinzipien Freiheit und Gleichheit hin“.

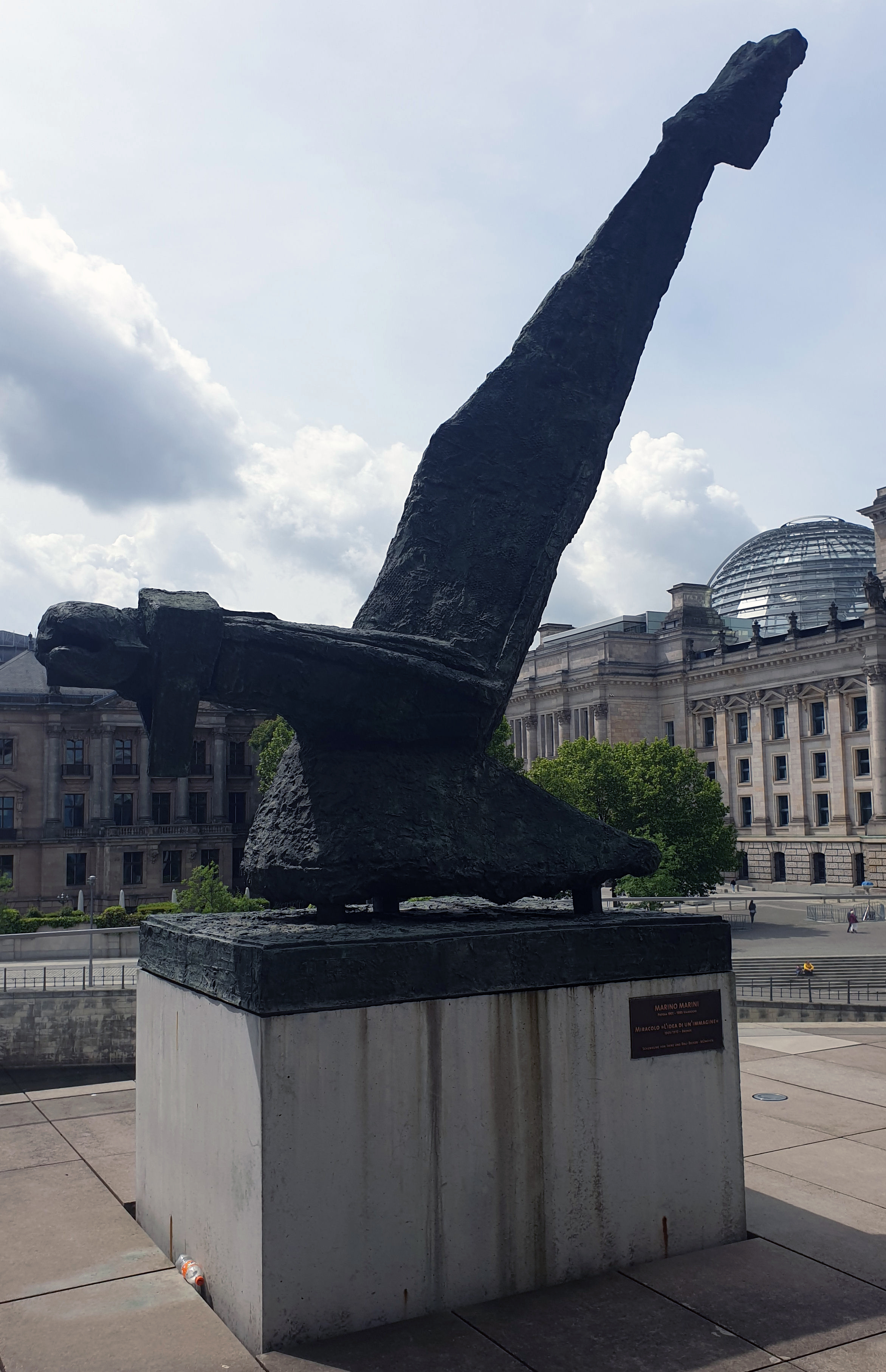
Pferd-und-Reiter-Skulptur von Marino Marini

### SkulpturWunder – die Idee eines Bildes
Vor dem Gebäude steht eine Pferd-und-Reiter-Skulptur von Marino Marini mit dem Titel Miracolo – L’idea di un’immagine („Wunder – Die Idee eines Bildes“). Das 1970 geschaffene Werk zeigt in stilisierter Form das Aufbäumen eines Pferdes und den drohenden Absturz des Reiters. Weitere Abgüsse dieser Skulptur stehen in Jerusalem und Tokio.

### SkulpturWerdendes
Ende Juni 2020 wurde auf der Stadtloggia des MEL-Hauses eine sechs Meter hohe Bronzeskulptur des britischen Künstlers Tony Cragg mit dem Titel Werdendes aufgestellt. Die goldfarbene säulenartige Skulptur schließt das 900 Meter lange Band des Bundes optisch ab. Ihre „biomorph-abstrakte“ Schraubenform ergibt sich aus ovalen Scheiben, die unregelmäßig aufeinanderliegen und miteinander verschmolzen sind. Der Kunstbeirat des Deutschen Bundestages hatte das Werk 2018 in Auftrag gegeben.

### Weitere Künstler
Zur Ausgestaltung des Hauses tragen außerdem Werke bei, die von den Künstlern Sophie Calle, Wieland Förster, Eberhard Göschel, Imi Knoebel, Paco Knöller, Bertram Kober, Nikolaus Lang, Rémy Markowitsch, Michael Morgner, Cornelia Schleime, Susan Turcot und Hans Vent angekauft wurden.

## Kunst am Bau (MELH II)

### Mehr Licht

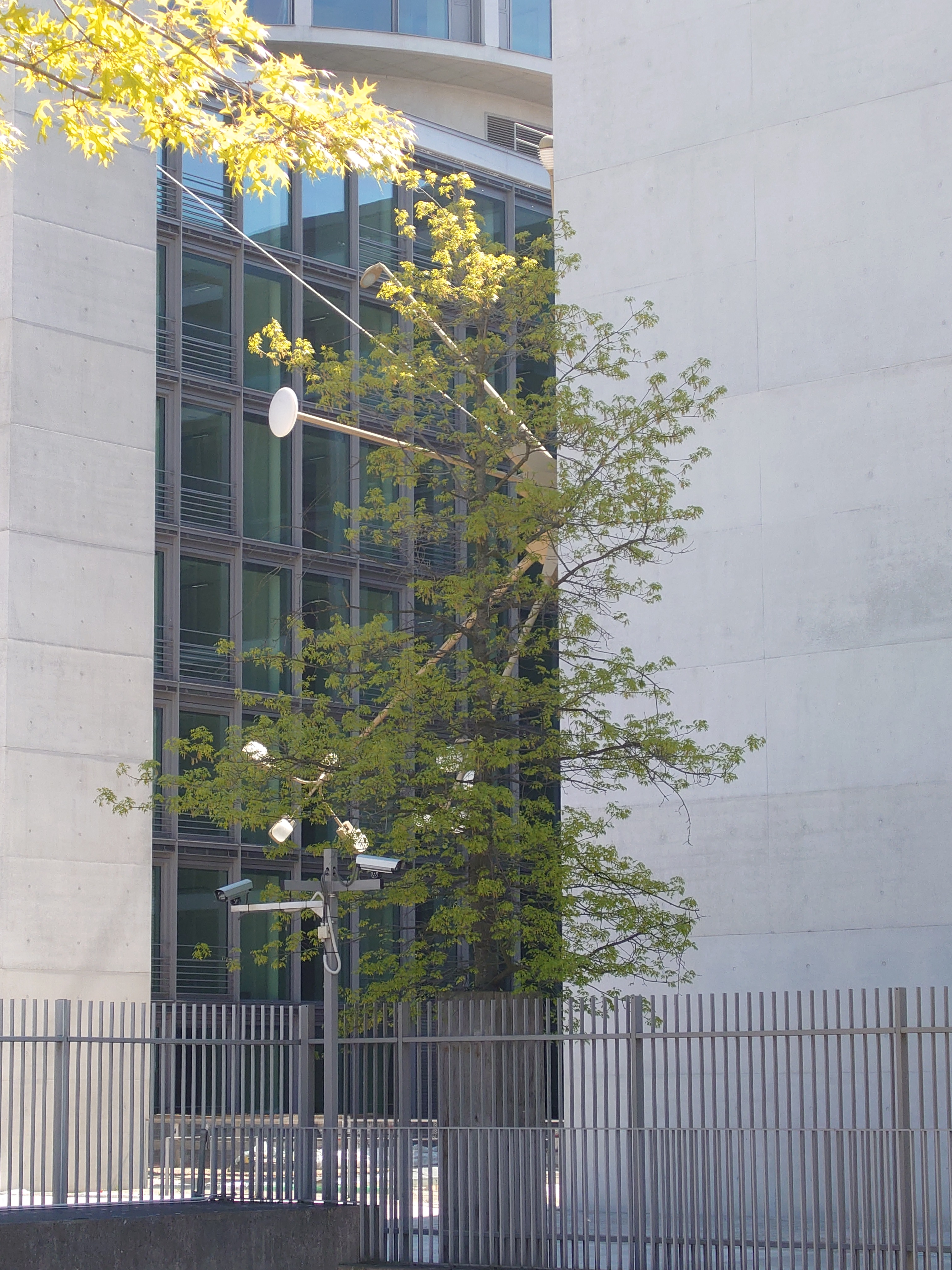
Teile des Kunstwerks Mehr Licht, von der öffentlichen Straße gesehen

Zwischen Dezember 2010 und März 2011 fand ein nicht offener, einphasiger Wettbewerb mit vorgeschaltetem Bewerberverfahren zur Verwendung von Kunst am Bau für das zu erweiternde Regierungsgebäude statt. Für den Nordhof entschied die Auswahlkommission die Anbringung eines Laternensterns (offizieller Titel Mehr Licht) des kanadischen Künstlers Michel de Broin mit Thilo Folkerts und Milena Kalojanov, Berlin. Das Kunstwerk aus herkömmlichen Straßenlaternen, die an den Füßen verbunden sind, wurde in der Firma Fittkau Metallgestaltung hergestellt. Die Montage ist bereits erfolgt, eingeschaltet wird das Kunstwerk erst mit der offiziellen Eröffnung des Erweiterungsbaus. Es ist jedoch aus der Ferne, beispielsweise aus vorbeifahrenden Zügen, zu erkennen.

### FischeundInside Out
Der Südhof wird nach einem Projekt von Carl Emanuel Wolff ausgestaltet, welches einen riesigen Schiffsladeraum symbolisieren soll: 200 silbern glänzende Fische werden einzeln und in unterschiedlich großen Haufen über die gesamte Fläche verteilt und in Bezug zu elf geometrischen Betonelementen gesetzt. Für einen inneren Bereich entschied die Jury die Realisierung des Vorschlags von Hester Oerlemans, Berlin, mit Karola Matschke mit dem Titel Inside Out. Hier werden ausgehend von Kunstrasen-Teppichgestaltungen auf dem Boden neue Betrachtungsperspektiven eröffnet.

### Blickwechsel
Schließlich gab es einen zweiphasigen Wettbewerb zur Gestaltung des Restaurants, dessen Siegerentwurf von Nicola Borgmann und Christoph Brech aus München stammt. Die Arbeit heißt Blickwechsel und stellt mittels zweier großformatiger LED-Screens einen optischen Bezug zur angrenzenden Spree her.